# Histoire de la gendarmerie mobile
La gendarmerie mobile est une subdivision d'arme de la Gendarmerie nationale française spécialisée dans le maintien ou le rétablissement de l'ordre. Dans ses missions quotidiennes, elle participe à la sécurité publique générale aux côtés de la gendarmerie départementale.
La gendarmerie mobile est composée d'environ 13 000 personnels. Elle met en œuvre 116 escadrons dits "de marche" , ainsi que quelques unités spécialisées dans les missions de sécurité ou de soutien et la Musique de la gendarmerie mobile. Les personnels du Groupe d'intervention de la gendarmerie nationale (GIGN) appartiennent également à la gendarmerie mobile.
Au sein de la Gendarmerie, la gendarmerie mobile est surnommée « la jaune » en raison de la couleur dorée de ses galons (historiquement, couleur des armes à pied). Les médias, ou plus rarement le grand public, utilisent parfois les termes de « gardes mobiles » ou plus rarement de « moblots » (ou mobleaus) pour qualifier les gendarmes mobiles.
La création en 1921, de pelotons mobiles de gendarmerie au sein de la gendarmerie départementale répond à la prise de conscience du besoin d’une force de Gendarmerie spécialisée dans le maintien de l'ordre pour compléter l’action de la police et surtout pour éviter l’emploi de l’armée, avec tous les risques que celui-ci comporte (fraternisation avec la foule ou, à l'opposé, emploi d'une violence excessive).
En 1926, les pelotons mobiles prennent l'appellation de garde républicaine mobile (GRM). La GRM devient une nouvelle subdivision d'arme de la Gendarmerie nationale en 1927.
La GRM est dissoute après l'armistice de 1940 et remplacée en zone sud par la Garde, nouvelle formation principalement constituée d'anciens gendarmes mais qui est séparée de la Gendarmerie.
Réunie à nouveau à la Gendarmerie en 1944, elle prend l'appellation de garde républicaine qu'elle gardera jusqu'à ce que, par décret du 20 septembre 1954, elle change de nouveau de nom pour devenir la gendarmerie mobile.
Force de réserve gouvernementale, son cœur de métier reste le maintien de l'ordre même si la loi d'orientation et de programmation pour la sécurité intérieure (LOPSI) du 29 août 2002 a encore renforcé son rôle et ses missions de sécurité générale.
En 2009, la Gendarmerie dans son ensemble est rattachée au ministère de l'Intérieur tout en conservant son statut militaire, des liens particuliers avec le ministère de la Défense et certaines missions à caractère militaire.
Jusqu'en 2015, il existait des unités de réserve de gendarmerie mobile (escadrons dérivés ou EDGM puis escadrons de réserve ou ERGM) mais ces unités ont été dissoutes lors de la fusion des réserves de la gendarmerie départementale, de la gendarmerie mobile et de la garde républicaine, les réservistes étant réaffectés au sein de compagnies de réserve territoriale (CRT).
C'était, en France, l'un des seuls métiers, avec celui de légionnaire, encore récemment interdit aux femmes, car seuls les emplois d'officiers leur étaient ouverts. L'intégration des sous-officiers féminins, a débuté en 2015 sous forme d'expérimentation, puis a été confirmée en juin 2016.
Les escadrons de gendarmerie mobile et les compagnies de CRS sont désignés par l'appellation commune d'Unité de force mobile.

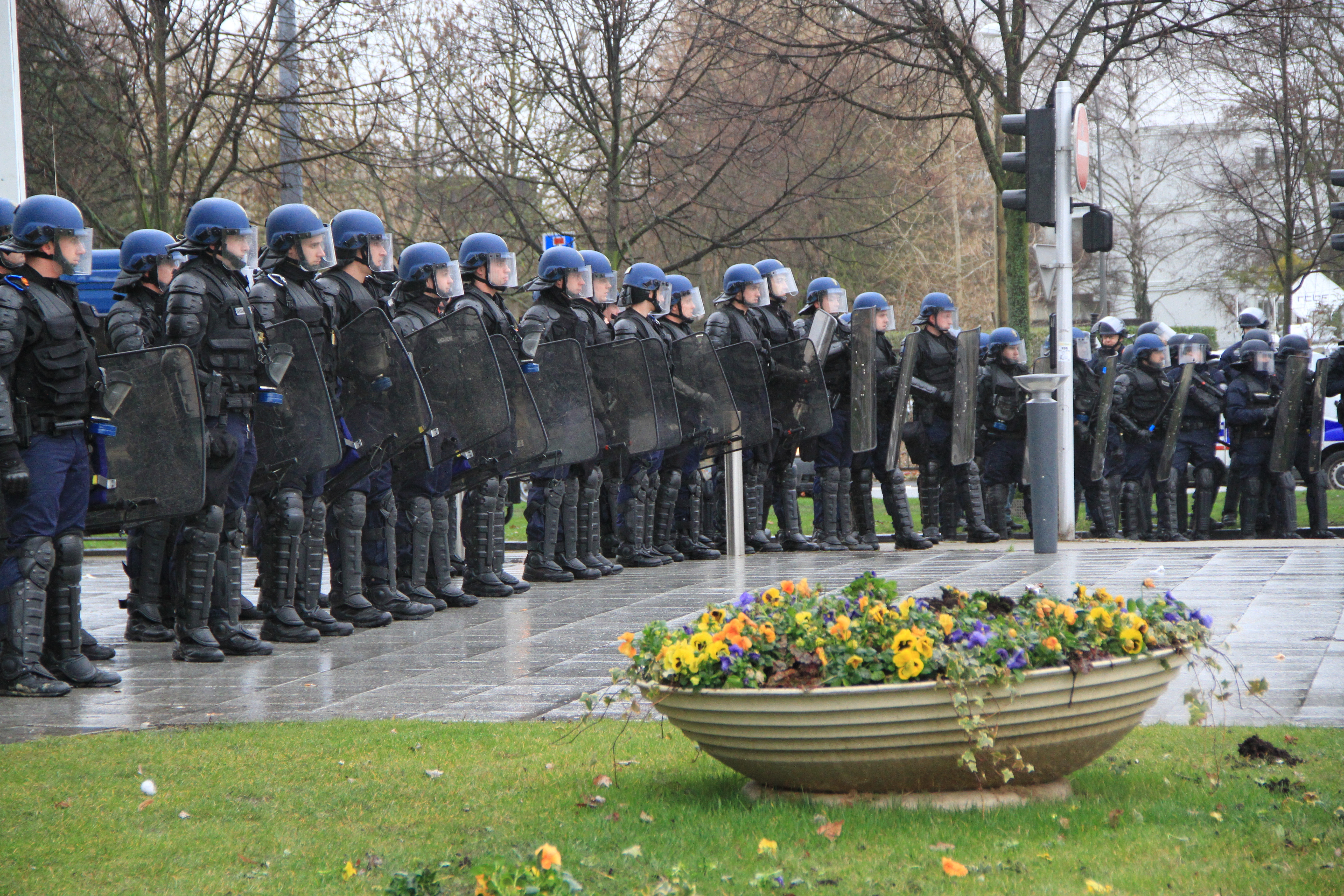
Gendarmes mobiles lors d'une manifestation en 2013.

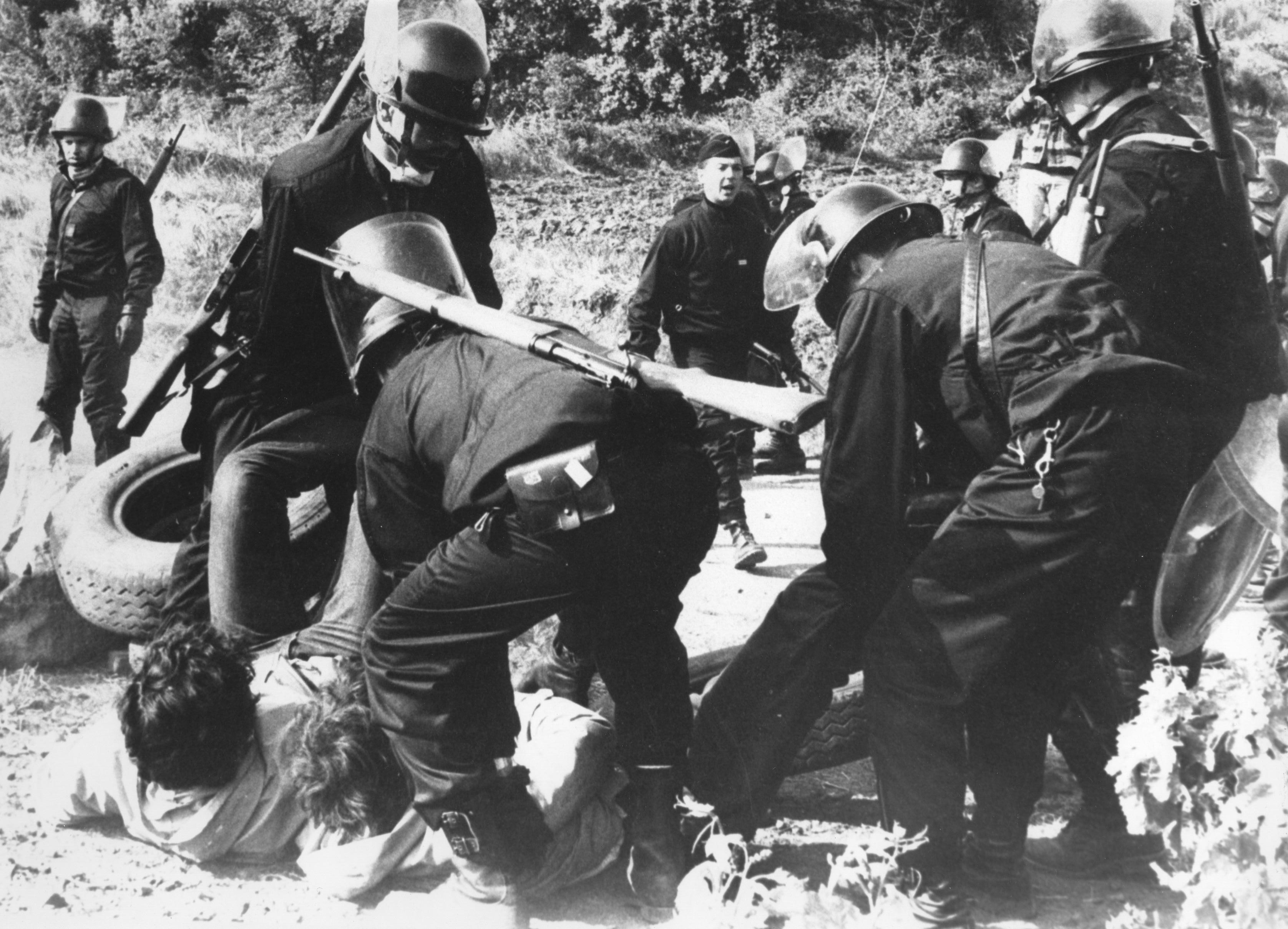
Gendarmes mobiles lors d'une manifestation - années 1970.

## Chronologie

### Unités temporaires auxXVIIIeetXIXesiècles
Le terme « mobile » a été utilisé à de nombreuses reprises au cours des XVIIIe siècle et XIXe siècle pour qualifier des unités de Gendarmerie : colonnes mobiles, bataillons mobiles etc., mais ces unités ne s'étaient pas pérennisées.
Parmi ces unités temporaires, on peut citer :
- Des colonnes mobiles (1798-1814) constituées de gendarmes et de gardes nationaux auxquels s’ajouteront éventuellement des troupes de ligne. Les missions de ces colonnes incluent le contrôle de la conscription, le maintien de l’ordre, l’assistance aux brigades de Gendarmerie et la surveillance des frontières.
- Un bataillon de voltigeurs corses (1822-1850) puis un bataillon de gendarmerie mobile de Corse (1850-1851) dont les missions principales sont le maintien de l’ordre et la lutte contre le banditisme.
- Trois bataillons mobiles de gendarmerie (1830-1831), unités créées pour lutter contre l’agitation légitimiste dans l’Ouest de la France et pour renforcer la gendarmerie départementale.
- Deux régiments provisoires de gendarmerie à cheval (1831-1835). Créés respectivement dans l’ouest et dans le midi pour assurer le maintien de l’ordre et lutter contre l’agitation légitimiste.
- Deux bataillons de gendarmerie mobile (1848-1852) créés à Versailles puis à Paris. Ils participent au coup d’état de décembre 1851 ainsi qu’à la répression de l’insurrection qui s’ensuit avant d'intégrer en 1852 la gendarmerie d’élite impériale.
- Une légion puis un bataillon de gendarmerie mobile (1871-1885). Créée à Versailles, la légion comporte initialement un bataillon d’infanterie et un escadron de gendarmerie puis, après la dissolution de ce dernier en 1879, elle devient simplement bataillon de gendarmerie mobile. Ses missions principales sont la garde de l’Assemblée et du chef de l’État. Elle fournit également des renforts en métropole et outre-mer. Après sa dissolution, la plupart de ses hommes seront intégrés à la garde républicaine.

### Troupes supplétives, sections prévôtales et pelotons de réserve
Jusqu'au début des années 1920, hors Paris qui dispose d'une force de police importante, le maintien de l'ordre en France est principalement du ressort de la Gendarmerie et de l'Armée (de terre).
La Gendarmerie mobilise en cas de besoin des pelotons de « troupes supplétives ». Ces pelotons sont constitués de gendarmes prélevés dans les brigades à raison d'un ou deux hommes par brigade, ils ne sont ni formés pour le maintien de l'ordre ni encadrés par leurs chefs habituels. De plus, leur absence - souvent prolongée - désorganise le service.
Le recours à l'armée reste donc fréquent pour contenir ou réprimer les mouvements sociaux, avec des conséquences souvent désastreuses : fraternisation entre les manifestants et les conscrits ou usage excessif de la violence avec ouverture du feu, l'un des exemples les plus tragiques se produisant lors de la Fusillade de Fourmies. Le besoin d'une force spécialisée dans le maintien de l'ordre ne fait pas l'unanimité car une telle force reste difficile à justifier et à financer. De plus, certains responsables politiques redoutent la création d'une nouvelle « garde prétorienne ».
Par ailleurs, la Première Guerre mondiale provoque de nombreuses changements dans la Gendarmerie. Ainsi, la gendarmerie prévôtale, est profondément réorganisée en mai-juin 1917 par regroupement d'une partie importante de ses effectifs en sections prévôtales d'une trentaine d'hommes (réforme Bouchez du nom du général Léon Bouchez commandant l'Inspection Générale de la Gendarmerie aux Armées IGGA). Ces sections sont déployées aux armées ainsi qu'à l'intérieur du pays pour maintenir l'ordre lors de conflits sociaux. Après la dissolution de la gendarmerie prévôtale en 1919, une partie de ses effectifs est réaffectée au sein de pelotons de Gendarmerie de réserve. Leur utilité ainsi démontrée incite le gouvernement à pérenniser l'existence de ces pelotons.

### Pelotons mobiles de gendarmerie (1921-1926)
La loi du 22 juillet 1921 permet la création de pelotons mobiles au sein de la gendarmerie départementale et, le 15 novembre 1921, une circulaire de la Direction de la Gendarmerie planifie l’organisation de 24 pelotons en région parisienne (16 à cheval et 8 à pied) et 87 en province (52 à cheval et 35 à pied). Chaque peloton, à l’effectif de 60 en région parisienne et 40, en province, est commandé par un lieutenant ou un sous-lieutenant et doit être capable d’aligner un effectif de 30 hommes au maintien de l’ordre. Les déplacements des unités s’effectuent normalement en camionnettes ou en train. Pour ses missions militaires, un peloton dispose, en plus de son armement individuel, d’un lot de grenades, d’un mortier, de deux mitrailleuses et de deux fusils-mitrailleurs. Dès 1923, les pelotons de gendarmerie mobile participent à l’occupation de la Ruhr.

### Garde républicaine mobile (1926-1940)

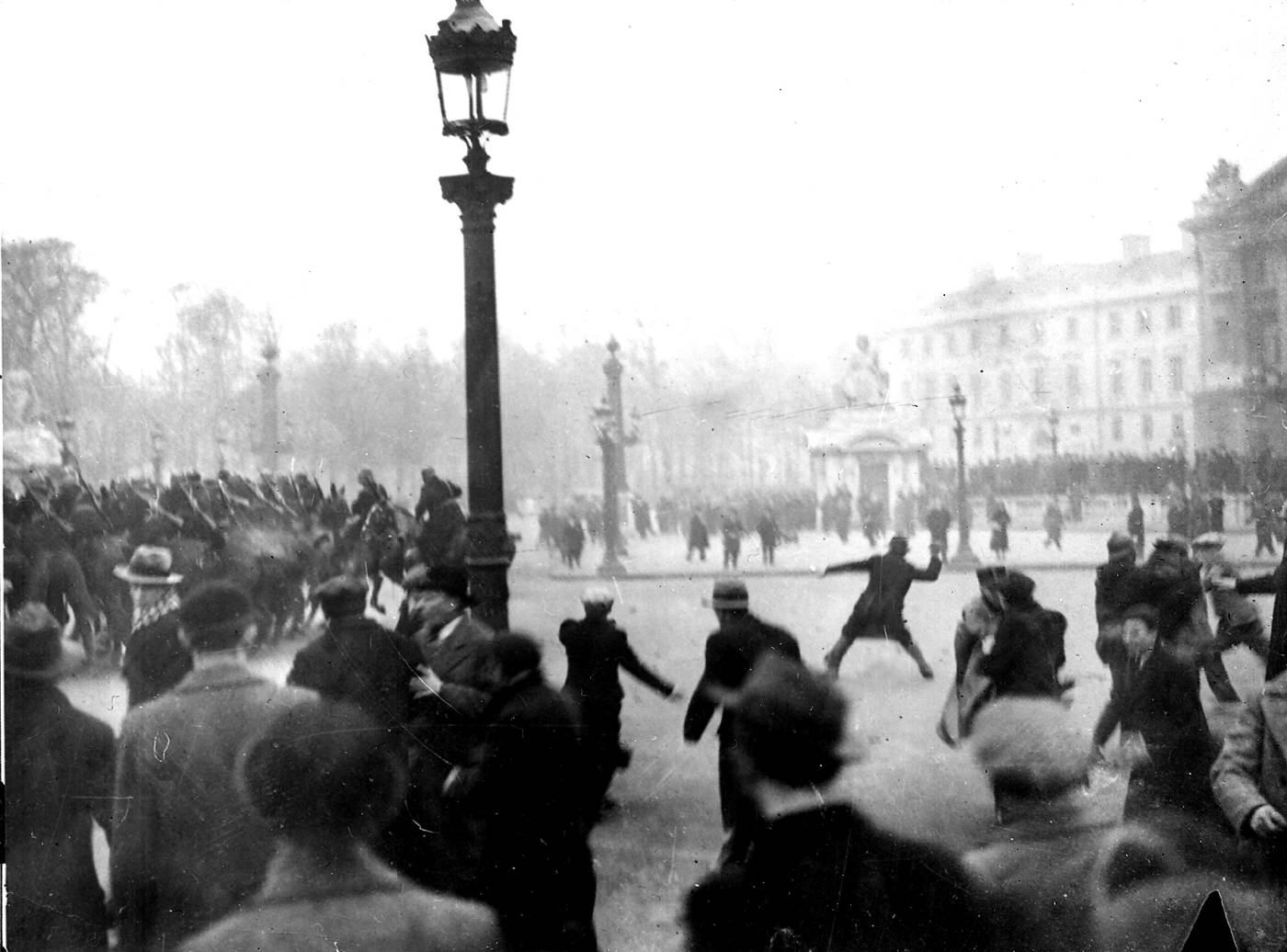
Cavaliers de la GRM et émeutiers - Place de la Concorde 7 février 1934.

Par un décret du 10 septembre 1926, les pelotons prennent le nom de garde républicaine mobile ou GRM. En 1927 (loi du 16 juillet et décret du 24 septembre 1927) la garde républicaine mobile est détachée de la gendarmerie départementale pour constituer une subdivision à part entière de la Gendarmerie.
La garde républicaine mobile est organisée en légions, groupes et compagnies, chaque compagnie comptant généralement trois pelotons. De 1927 à 1940, elle monte constamment en puissance, passant de 7 légions, 26 groupes et 84 compagnies en 1932 à 14 légions, 54 groupes et 167 compagnies regroupant 285 pelotons à pied, 156 pelotons à cheval et 51 pelotons motocyclistes en 1939.
Sa mission principale est le maintien de l’ordre, pour laquelle l’autorité civile doit réquisitionner ses pelotons auprès du ministère de la guerre. Elle assure également des missions de formation interne, de renfort de la gendarmerie départementale ainsi que des missions militaires : préparation militaire, encadrement des formations mobilisées, instruction des cadres de réserve, des recrues et des réservistes ainsi que services de place (services de garnison, escortes, piquets d’honneur).
En 1933 est créé à Versailles – Satory, un Groupe spécial autonome, composé d’un état major, de deux compagnies de chars Renault FT et d’une compagnie d’automitrailleuses Panhard Schneider P16 (Citroën-Kégresse). Cette unité constitue une réserve gouvernementale. Elle reçoit également une mission d'instruction. Ses compagnies participent également aux services ordinaires de maintien de l’ordre.
Le groupe spécial de Satory met également en œuvre à partir de 1935 un peloton de motocyclistes chargé d’assurer l’escorte du président de la République et des hautes personnalités françaises et étrangères. Cette unité est l’ancêtre de l’actuel escadron motocycliste de la garde républicaine.
Seule force spécialisée dans le maintien de l’ordre durant la période de l’avant-guerre, la garde républicaine mobile en développe et perfectionne les principes fondamentaux : canaliser les foules, retarder l’usage de la violence, toujours laisser une porte de sortie aux manifestants. Les gardes sont sensibilisés par de nombreuses présentations et conférences sur les thèmes de la psychologie des foules, la légitime défense et la maîtrise de soi.
Lors des émeutes sanglantes du 6 février 1934 (15 morts dont 14 manifestants), elle monopolise le ressentiment d’une partie de la presse et de l’opinion publique et devient le symbole de la répression, alors que les responsabilités sont partagées entre les responsables de l'ordre,.
À la suite de ces événements, les modalités de la participation des forces armées – et donc de la Gendarmerie – au maintien de l’ordre sont précisées par une circulaire du 12 octobre 1934. Les forces armées sont classées en trois catégories en regard du maintien de l'ordre :
- 1re catégorie: les formations de la gendarmerie départementale et de la garde républicaine;
- 2e catégorie: les formations de la garde républicaine mobile et – sous certaines conditions – de la garde républicaine de Paris;
- 3e catégorie: les formations des forces terrestres, maritimes, aériennes et les services communs ainsi que les formations de la Gendarmerie mises sur pied à la mobilisation ou sur décision ministérielle.

L’autorité civile continue d'utiliser une réquisition écrite pour mettre en œuvre les forces de 2e et 3e catégorie et en particulier pour l'emploi de la GRM au maintien de l'ordre). Plusieurs types de réquisition sont définies (réquisition générale, réquisition particulière, réquisition complémentaire spéciale, cette dernière prévoyant l’usage des armes à feu . Ces dispositions resteront en vigueur pour la gendarmerie mobile jusqu’au rattachement de la Gendarmerie au ministère de l’intérieur en 2009, la réquisition n'étant depuis cette date plus nécessaire pour les autorités dépendant du ministère de l'intérieur (préfets de zone de défense, de région ou de département) qui utilisent dorénavant la même procédure de mise à disposition que celle utilisée pour les forces de police et notamment les CRS.

### Seconde Guerre mondiale

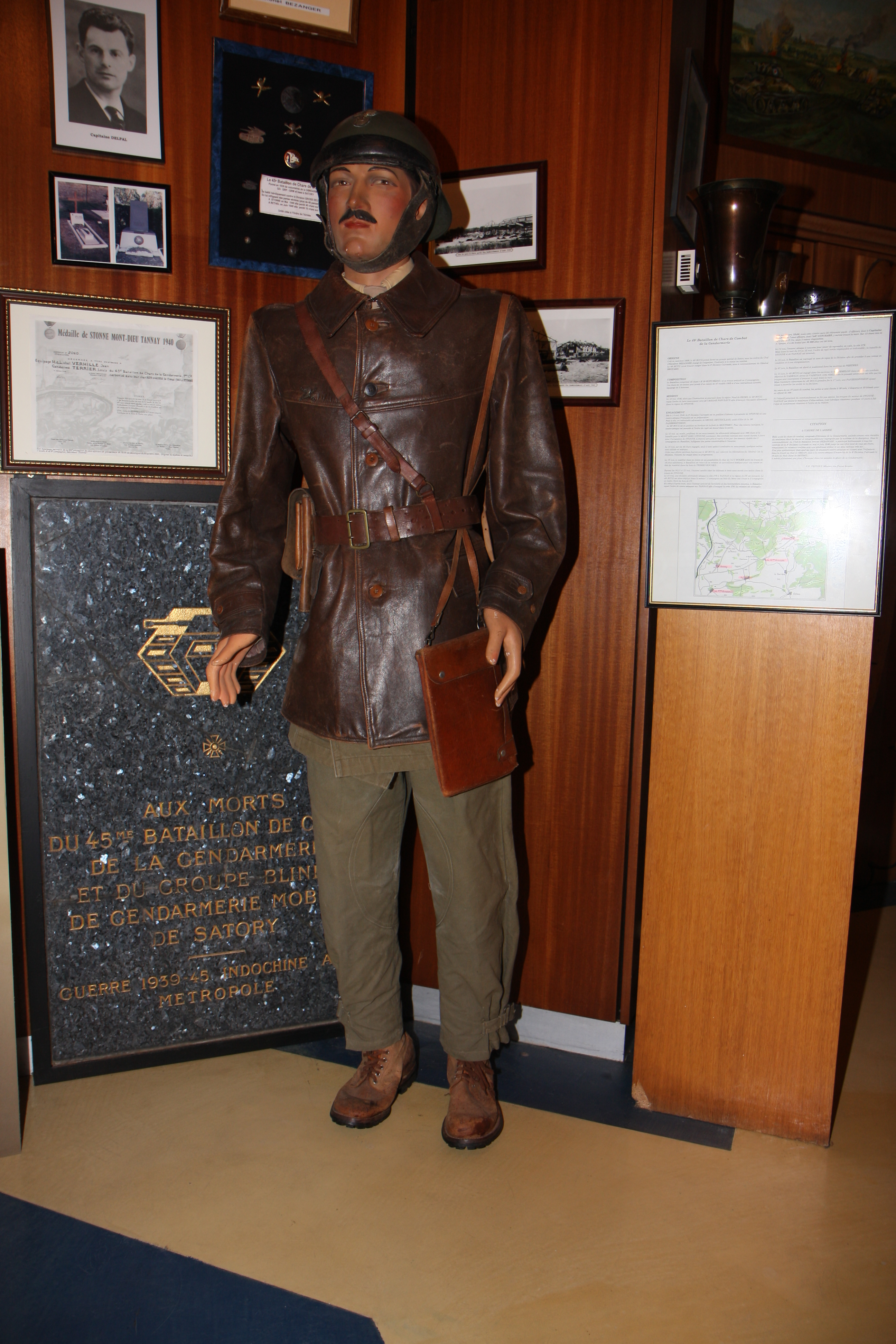
Tankiste du 45e BCCG - Salle de traditions de Satory.

Lors de la mobilisation de 1939, près d’un tiers des officiers de la GRM sont détachés comme cadres dans des unités de réserve de l’Armée de terre, de même que quelque 6000 gradés et gardes. La Garde républicaine mobile constitue également plusieurs compagnies en unités, ainsi que le 45e bataillon de chars de combat de la gendarmerie (45e BCCG), unité constituée le 13 novembre 1939 à partir du Groupe spécial de Satory et qui, équipée de chars légers Hotchkiss H39, est engagée dans les Ardennes avec la 3e division cuirassée à Sy, Stonne et Tannay, perdant 30 tués, 4 disparus et 59 blessés en 37 jours de combat. Au total, près de 400 officiers et gardes de la GRM meurent au cours de la campagne.
Les conditions de l'armistice du 22 juin 1940 limitent à 100 000 hommes l'armée que la France peut conserver sur son territoire. La garde républicaine mobile, qui atteignait un effectif de 21 000 hommes en 1940, est dissoute par décret du 17 novembre 1940, une partie de ses effectifs étant transférée à la gendarmerie départementale et une autre partie - 6 000 hommes - constituant une nouvelle organisation en zone libre : la Garde, qui comprend d'abord 3 légions. Dédoublées en 6 légions en novembre 1940, elles deviendront 6 régiments le 12 septembre 1942. En Afrique du Nord, où existait déjà une légion de GRM, trois légions - puis régiments - de la Garde sont créés. Détachée de la Gendarmerie, elle passe sous la Direction de la Cavalerie, du Train et de la Garde dans l'armée d'armistice et ses compagnies deviennent des escadrons. Un régiment, commandé par un colonel, compte 2 groupes de 4 escadrons, chaque groupe est constitué d'un escadron monté, un escadron motocycliste et deux escadrons portés. Les six régiments forment deux brigades.
La Garde ne doit être confondue avec les nouvelles structures mises en place par le régime de Vichy et notamment les groupes mobiles de réserve ou GMR dépendant de la Police nationale (qui donneront naissance aux CRS à la fin de la guerre) ou avec la Garde personnelle du chef de l'État aussi appelée Garde du Maréchal (qui dépend de la Gendarmerie). À noter également qu'à cette époque la Garde républicaine de Paris fait toujours partie de la Gendarmerie, mais s'appelle simplement Garde de Paris.
Après l'invasion de la zone libre le 11 novembre 1942, l'armée d'armistice est dissoute et la Garde est rattachée au ministère de l'Intérieur. Le 7 avril 1944, le général Perré en est nommé directeur général par décret no 1033. Il sera condamné par la cour de Justice de Poitiers en 1946.
En 1943, le lieutenant-colonel Robelin, sous-directeur technique de la Garde, prépare son ralliement à la Résistance. Il est en contact avec Paul Paillole et le BCRA. Arrêté en juillet 1944 par la Gestapo, il est torturé puis assassiné, on ne retrouvera jamais son corps.

### L'après guerre: garde républicaine puis gendarmerie mobile
Par décret du 23 août 1944, la Garde prend l'appellation de garde républicaine. Elle est rattachée à la Gendarmerie à compter du 10 septembre, la fusion des personnels étant parachevée par un décret du 14 janvier 1945. Elle conservera l'appellation de garde républicaine jusqu'à ce que, par décret du 20 septembre 1954, elle change de nouveau de nom pour devenir la gendarmerie mobile.
Elle retrouve ses missions traditionnelles de maintien de l’ordre mais également de formation pour les jeunes gendarmes sortis d’école. De plus, pendant toute la période de la guerre froide, les missions de Défense opérationnelle du territoire (DOT) prennent également une grande importance. À cette fin, chaque escadron doit mettre en œuvre lors de la mobilisation un escadron dérivé de gendarmerie mobile (EDGM – 1962-1998) largement constitué de réservistes.

### Guerre d'Indochine
Pendant la Guerre d'Indochine, la garde républicaine (rebaptisée gendarmerie mobile en 1954) met en œuvre trois légions de marche pour assurer des missions de formation et d’encadrement de formations supplétives ou de forces de gendarmerie locales ainsi que des missions d’escorte, de garde de prisonniers et de relève de postes militaires. Leurs membres participent régulièrement aux combats contre les forces Viet-Minh. Les pertes pendant la guerre s'élèvent à 654 hommes.

### Les premiers hélicoptères de la Gendarmerie
En 1954, le premier hélicoptère de la Gendarmerie, un Bell 47G, est affecté au groupe blindé de Satory. La section d’hélicoptères de la Gendarmerie et l’atelier central hélicoptères de la Gendarmerie sont créés respectivement en 1956 et 1957 et rattachés au 1er groupe blindé de gendarmerie mobile. Ces premiers hélicoptères constituent l'embryon des futures Forces aériennes de la Gendarmerie nationale.

### Guerre d'Algérie
Pendant la Guerre d’Algérie, la gendarmerie mobile est très lourdement engagée au côté des forces armées et des forces de police et de CRS. Les escadrons basés en Afrique du Nord (en Algérie mais également au Maroc et en Tunisie), renforcés d’escadrons déplacés de France métropolitaine pour une durée de 6 mois assurent des missions militaires aux côtés de l’armée de terre (surveillance, barrages, escortes de convois, etc.) ainsi que leurs missions classiques de maintien de l’ordre. Ces dernières donneront lieu, vers la fin du conflit, à des confrontations extrêmement violentes avec la population d’origine européenne et notamment, à partir de 1961, avec l'OAS (le 24 janvier 1960, pendant la Semaine des barricades, des tireurs ouvrent le feu sur une charge de gendarmes mobiles, causant la mort de 14 gendarmes). Parmi les plus de 600 gendarmes qui perdent la vie pendant la Guerre d'Algérie, plus de 200 sont des gendarmes mobiles.
Après la fin de la guerre d’Algérie, la gendarmerie mobile se verra confier davantage de missions de support de la gendarmerie départementale, fournissant notamment des renforts saisonniers lors des périodes de congés.
Du milieu des années soixante à celui des années soixante-dix, elle contribue également à la sécurité routière par la mise en place au sein de chaque escadron d’une brigade routière de gendarmerie mobile (BRGM – 1964-1976). Entre les années 1990 et 2000, quelques escadrons (un par région) mettront en œuvre une brigade motorisée de gendarmerie mobile (BMO – GM).

### De mai 68 à l'an 2000

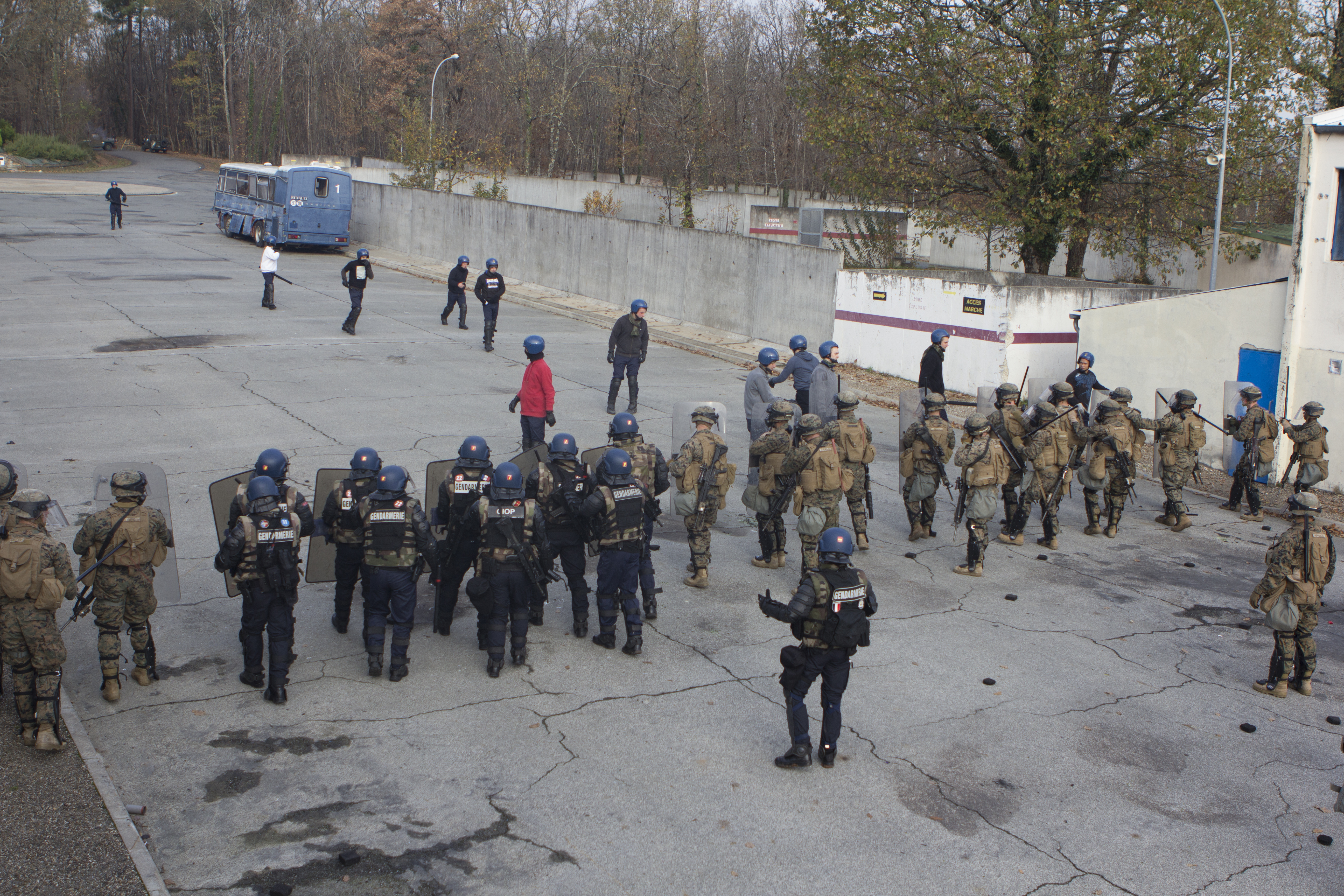
Exercice avec des Marines américains à Saint-Astier en décembre 2014

Pendant les événements de mai 68, elle est massivement engagée au côté des forces de police locales (préfecture de police de Paris et polices urbaines) comme des CRS. À la suite des événements, le nombre de ses escadrons, qui avait diminué après la fin de la Guerre d'Algérie, sera augmenté d'une quinzaine d'unités. De plus, les équipements et tactiques de maintien de l'ordre seront améliorés (voir Équipements et véhicules ci-dessous).
Au cours des années 1970, c'est au sein de la gendarmerie mobile que sont formées deux unités spécialisées (escadron parachutiste à Mont-de-Marsan en 1971, et équipe commando régionale d'intervention (ECRI) à Maisons-Alfort en 1973) en réponse aux problèmes de sécurité et notamment de terrorisme, qui donneront naissance au Groupe d'intervention de la gendarmerie nationale (GIGN).
Enfin, à la suite des événements de mai 1968, la Gendarmerie crée en 1969 le Centre de perfectionnement de la gendarmerie mobile (CPGM) à Saint-Astier (Dordogne), qui est destiné à l’entraînement des escadrons au maintien de l’ordre. Les stages sont assez rapidement interrompus mais reprennent à partir de 1977. En 1984, le centre change de nom pour devenir la Division de perfectionnement de la gendarmerie mobile (DPGM) puis, à partir de 1999, le Centre national d'entraînement des forces de gendarmerie (CNEFG). Chaque escadron suit un stage de réentraînement et d'évaluation d'une dizaine de jours au centre tous les deux ans environ. Le centre dispense également un cursus d'enseignement spécialisé dans le domaine de l'intervention professionnelle.

### LeXXIesiècle
Depuis le début des années 2000, la majeure partie des moyens blindés de la Gendarmerie, dont une partie était auparavant attribuée à des escadrons dits « mixtes » basés en province, est placé sous la responsabilité du groupement blindé de gendarmerie mobile (GBGM) à Versailles-Satory. Le reste des blindés est basé à Saint Astier, pré-positionné en Corse ou en outre-mer.
Le GBGM comprend également une cellule nationale NRBC (Nucléaire, Radiologique, Bactériologique et Chimique) créée en 2001.
La gendarmerie mobile a également fourni les premiers personnels des antennes GIGN (initialement appelées pelotons d'intervention interrégionaux de Gendarmerie ou PI2G) créées à partir de 2004. Les antennes ont été entièrement intégrées au GIGN (administrativement et opérationnellement) dans le cadre d'une réforme conduite en 2021.
Par ailleurs, la gendarmerie mobile renforce de manière conséquente la gendarmerie d'outre-mer (une vingtaine d'escadrons sont déployés en permanence dans les DOM-COM) et elle participe très régulièrement aux opérations extérieures (OPEX) de l'armée française (Kosovo, Irak, Côte d'Ivoire, Afghanistan, Mali...).
La loi d'orientation et de programmation pour la sécurité intérieure (LOPSI) du 29 août 2002, infléchit sa doctrine d’emploi en mettant l’accent sur la déconcentration et notamment le renforcement des moyens gérés par les préfets de zone de défense (voir missions ci-dessous).
À la suite du rattachement de la Gendarmerie au ministère de l’intérieur en 2009, le mode de mise en œuvre de la gendarmerie mobile en maintien de l’ordre est modifié : la procédure de réquisition est remplacée par celle de la mise à disposition (voir missions ci-dessous).
Les 46 escadrons de réserve de la gendarmerie mobile (ERGM 1998-2015) ont été dissous en 2015 dans le cadre de la réforme de la réserve opérationnelle de la Gendarmerie et les anciennes réserves des gendarmeries départementale et mobile ont été fusionnées pour constituer 367 compagnies de réserve territoriales ou CRT (dont 19 outre-mer). Les ERGM, qui avaient remplacé à partir de 1998 les escadrons dérivés de gendarmerie mobile (EDGM) qui avaient été créés lors de la guerre froide dans le cadre de la défense opérationnelle du territoire, étaient constituées de réservistes qui n'étaient pas autorisés à servir au maintien de l'ordre mais employés sur des missions de service d'ordre lors de grands événements ou en renfort d'unités de la gendarmerie départementale.
Enfin, dans le cadre des mesures prises pour renforcer les forces de sécurité à la suite des attentats de 2015, un peloton de marche supplémentaire est créé au sein de 22 escadrons en 2016 mais ces pelotons sont dissous en 2019 afin que les personnels correspondants soient répartis dans l'ensemble des escadrons, la réforme des régions françaises en 2016 ne se traduisant pas, quant à elle, par des changements significatifs (voir ci-dessous au paragraphe #Groupements).
Pour la première fois depuis 1998, un nouvel escadron est créé le 27 septembre 2016. À cette date, la gendarmerie mobile en compte 109 et dispose de 391 officiers, 11 006 sous-officiers et 141 militaires du corps de soutien technique et administratif de la gendarmerie.
Deux nouveaux escadrons sont créés en novembre 2023 à Melun (escadron 211/1) et Villeneuve-d'Ascq (escadron 12/9), dans le cadre d'un projet d'expansion qui doit voir la création de cinq escadrons supplémentaires en 2024 (soit un total de sept nouvelles unités).

## Structures et organisation

### Légions
La circulaire du 24 mai 1945 organisant la garde républicaine au 1er juin 1945 mentionne neuf légions, regroupant quarante-trois escadrons à pied, quinze à cheval et dix à motocyclette. Les effectifs progressent régulièrement : sept mille hommes en 1946, dix mille en 1948, douze mille en 1951, treize mille en 1952, quatorze mille en 1955 et quinze mille en 1956 (avec treize légions). Ils diminueront après la guerre d'Algérie puis reprendront leur progression pour dépasser dix-huit mille hommes en 1990 avant de diminuer progressivement pour se stabiliser vers quatorze mille hommes à partir de 2011.
Initialement, la structure de commandement est entièrement séparée de celle de la gendarmerie départementale : chaque escadron appartient à une légion de gendarmerie mobile, qui est éventuellement subdivisée en groupe d'escadrons.

### Groupements
En 1967, les légions sont dissoutes et sont créés 23 groupements de gendarmerie mobile : un pour chacune des vingt régions économiques de province et trois pour la région parisienne. Le commandant de la circonscription régionale de gendarmerie a sous ses ordres les forces de gendarmerie départementale et mobile de sa région économique.
Les groupements dépassant une certaine taille restent subdivisés en groupes d’escadrons, qui disparaîtront progressivement à partir des années 1970 (les deux derniers, au sein du groupement blindé de gendarmerie mobile seront dissous au début des années 2000).
En 1991, les légions sont recréées (une par zone de défense soit 9 initialement puis ce nombre est réduit à 7 en 2000) et les escadrons sont renumérotés en conséquence. Chaque légion comporte un certain nombre de groupements pour un total de 25.
Finalement les légions de gendarmerie mobile sont dissoutes à nouveau en 2005 et chaque groupement est directement subordonné à l'une des sept régions dites zonales - c'est-à-dire au niveau de la zone de défense -  où s'exerce le commandement unifié des deux subdivisions d'arme (départementale et mobile).
Entre 2007 et 2012, le nombre de groupements est réduit de 25 à 18.
Depuis 1991, chaque groupement est identifié par un numéro en chiffres romains (numéro du groupement au sein de la région zonale) suivi du numéro de la région en chiffres arabes à l'exception du Groupement blindé de gendarmerie mobile qui est identifié par ce titre. Exemple : groupement II/1 ou GGM II/1 = 2e groupement de la première région zonale de Gendarmerie. Entre 1967 et 1991, les groupements étaient simplement identifiés par un nombre croissant et ce même groupement était simplement le 2e Groupement de gendarmerie mobile
La réforme qui voit le nombre de régions françaises passer à 12 en 2016 (13 en comptant la Corse) se traduit par un seul changement : le groupement III/2 de Toulouse devient le GGM III/6 en changeant de zone de défense.
En 2021, les groupements reçoivent chacun un drapeau, en remplacement du fanion précédemment attribué

### Escadrons
Le nombre d’escadrons augmentera pendant la guerre d’Algérie, puis diminuera à la fin de celle-ci, ré-augmentera (une quinzaine d’unités) après les événements de mai 1968, pour diminuer à nouveau en 2010-2011 passant de 123 à 108 et atteindre le chiffre de 109 escadrons de marche. Ce total a été porté à 111 escadrons de marche en novembre 2023 et doit atteindre le chiffre de 116 en 2023 (voir ci-dessus). 
Depuis 1991, chaque escadron est identifié par un numéro ; exemples : escadron 15/3 à Vannes, escadron 15/6 à Nîmes ou escadron 25/6 à Digne-les-Bains.
- 1er chiffre = numéro du groupement de gendarmerie mobile d'appartenance au sein de la région.
- 2e chiffre = numéro de l'escadron dans le groupement[N 20].
- 3e chiffre = numéro de la région zonale de Gendarmerie (qui était également le numéro de la légion de gendarmerie mobile avant leur dissolution).

De 1967 (création des groupements) à 1991, le numéro d'identification comportait un premier chiffre arabe, celui de l'escadron au sein du groupement, suivi d'un second chiffre arabe, celui du groupement (il y en a eu jusqu'à 25).
Avant 1967, le même système était utilisé mais le second chiffre était le numéro de la Légion de gendarmerie mobile (ou Légion de garde républicaine avant 1954 !), qui était différent.
Ainsi, par exemple, l'escadron de gendarmerie mobile de Vitré (Ille-et-Vilaine) était, avant 1967, l'escadron 1/3 (premier escadron de la 3e Légion de gendarmerie mobile). Le 1er juillet 1967, il devient l'escadron 2/8 (deuxième escadron du 8e groupement de gendarmerie mobile. En 1991, l'escadron - qui a déménagé à Rennes en 1974 - devient l'escadron 11/3 (1er escadron du 1er groupement de la 3e région) dans le système de numérotation actuel,
Jusqu'en 2001, les escadrons sont constitués d’un peloton hors rang et de trois pelotons de marche. À partir de 1981, chaque escadron constitue une équipe légère d’intervention (ELI) à partir des personnels prélevés sur les pelotons de marche. Ces ELI sont chargées de missions particulières de maintien de l’ordre (arrestations de meneurs, protection du personnel, pénétration dans des locaux barricadés etc.) ainsi que de missions de renfort au profit de la gendarmerie départementale (par exemple arrestations de personnes recherchées). À partir de 1997, certains escadrons remplacent leur ELI par un peloton léger d’intervention permanent (PLI). Puis à partir de 2001, c’est l’ensemble des escadrons qui adopte une structure quaternaire (quatre pelotons de marche dont un peloton d’intervention).
Depuis 1977, certains escadrons sont également dotés d’un Peloton spécial de sécurité de gendarmerie mobile (PSSGM) qui contribue notamment aux escortes d’armes nucléaires ou de composants destinés à la force de dissuasion.

### Équipement et véhicules

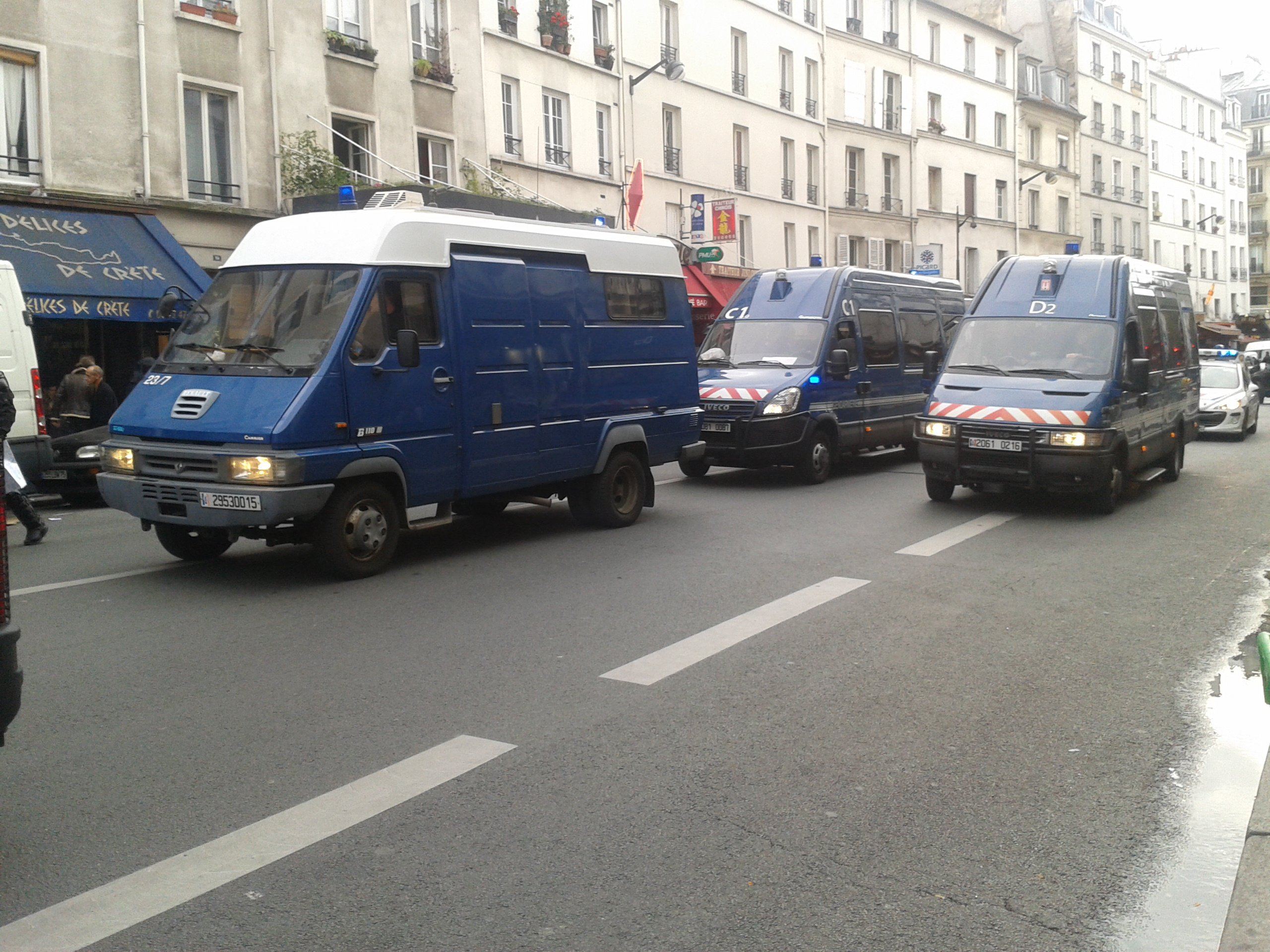
Véhicule PC et véhicules de groupe

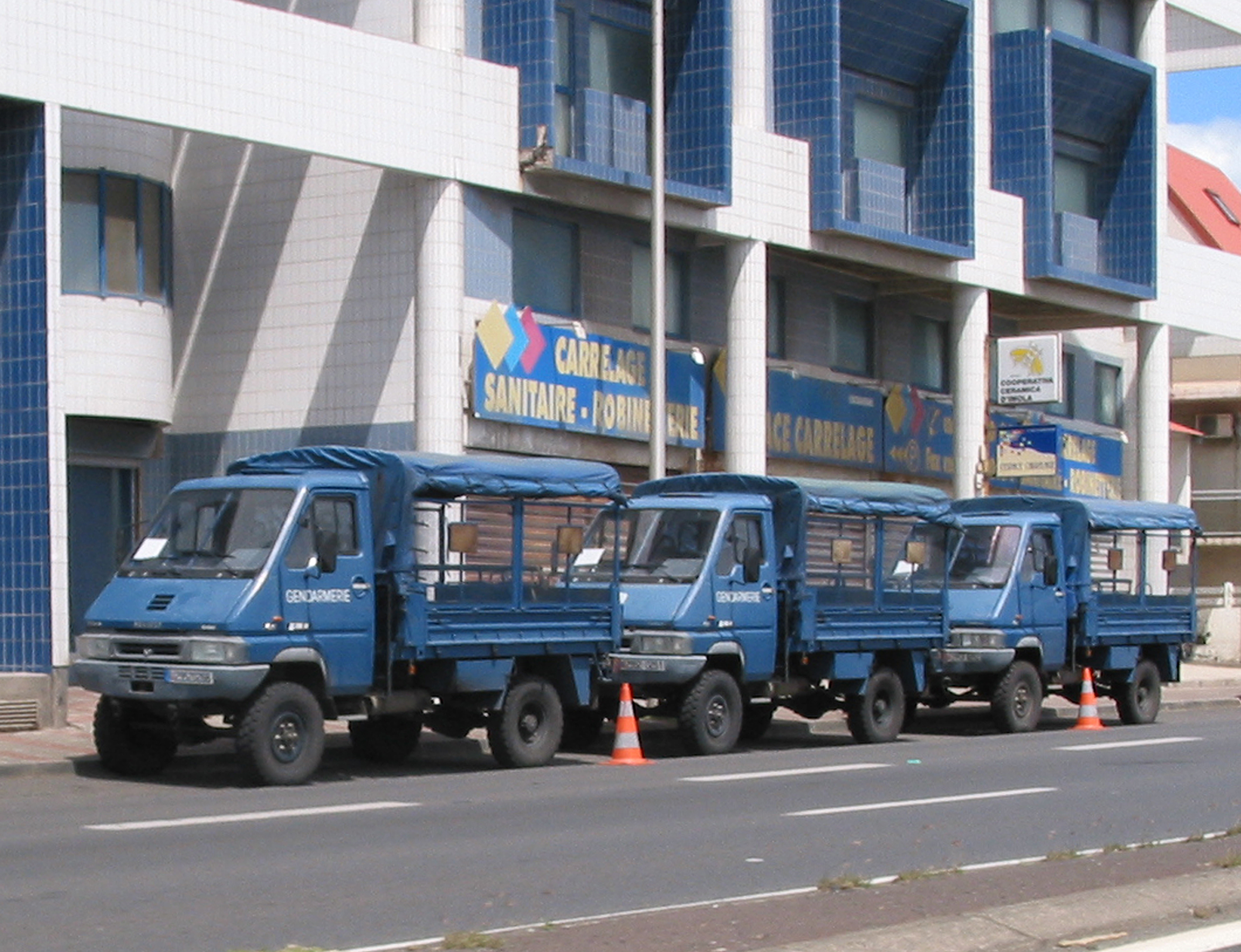
Véhicules de groupe outre-mer

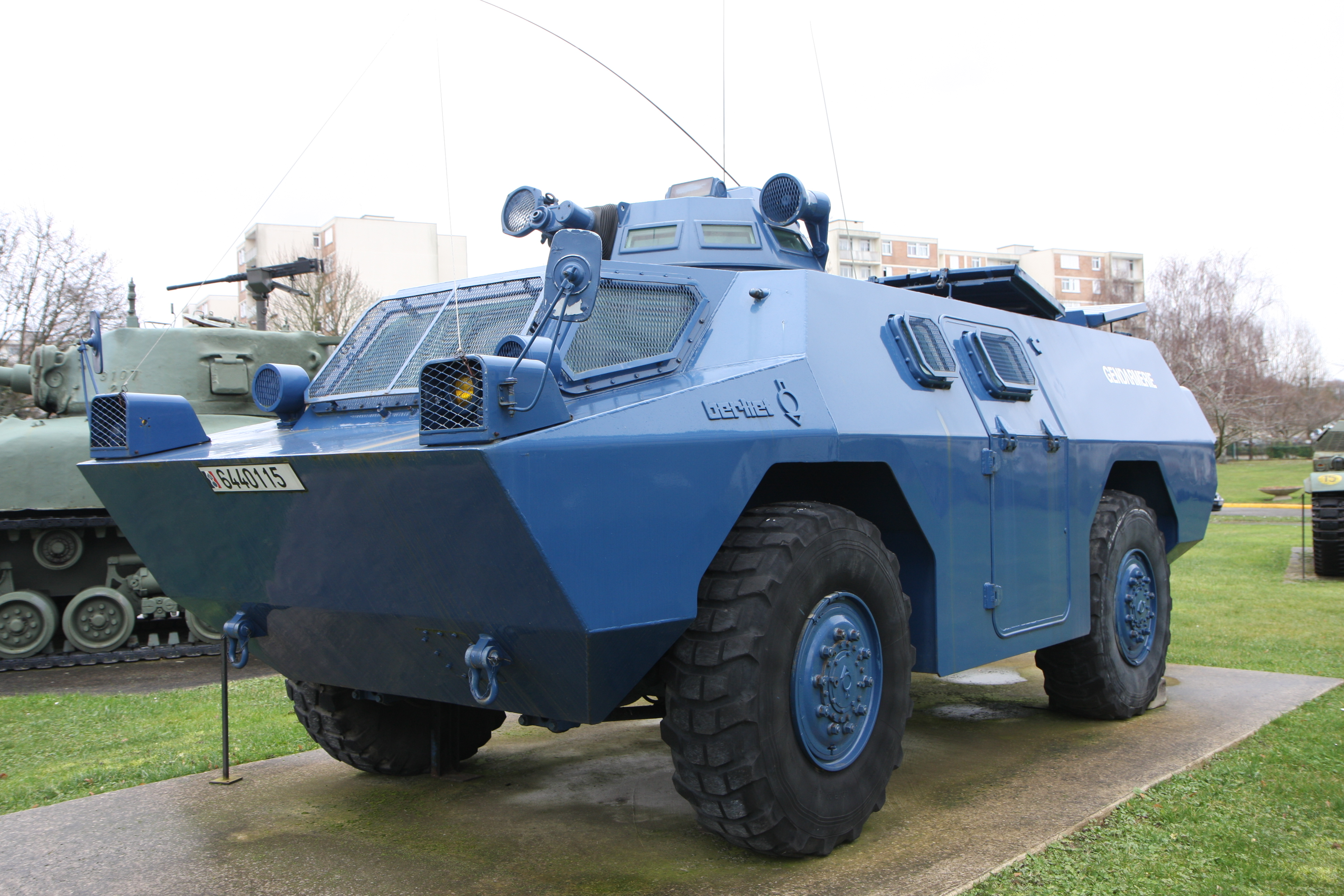
Véhicule blindé à roues de la gendarmerie VBRG

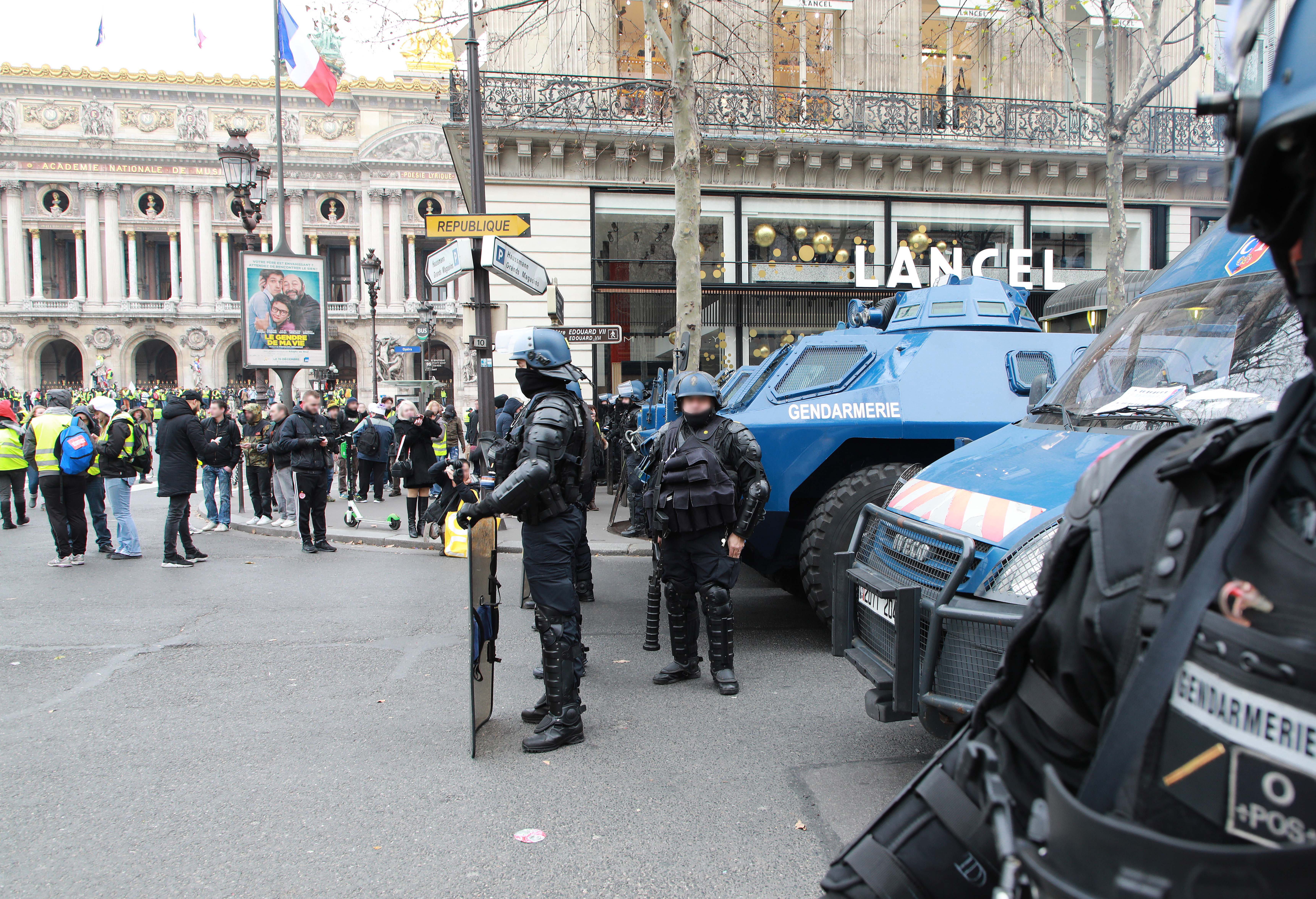
VBRG Place de l'Opéra. Paris 15 décembre 2018

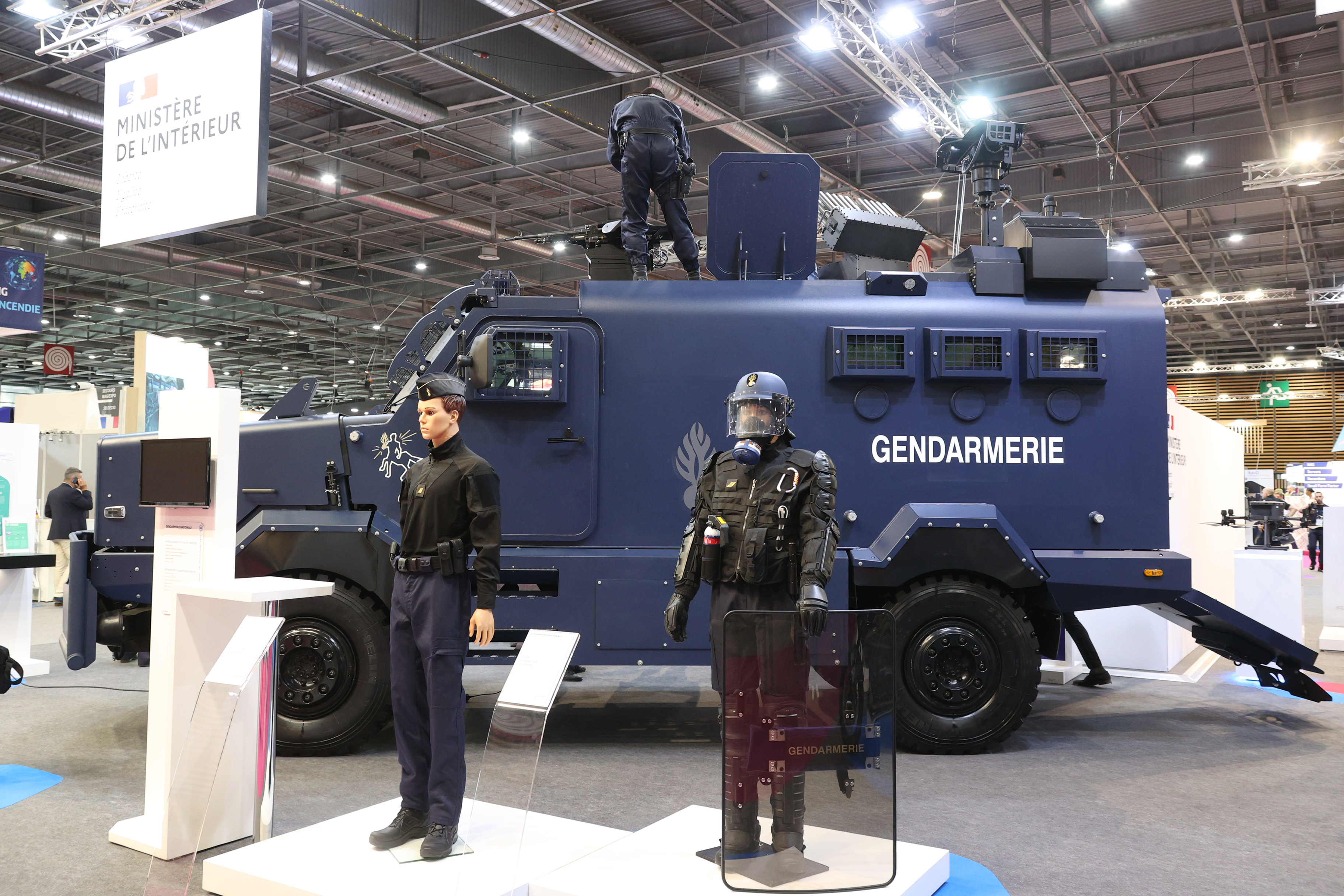
Véhicule d'intervention polyvalent de la gendarmerie (VIPG) Centaure

#### Équipement et armement
Les événements de mai 1968 entraîneront de nombreux changements dans l’équipement individuel des gendarmes mobiles. En effet, le garde mobile de 1968 porte encore la tenue traditionnelle de la gendarmerie, qui n’est pas vraiment adaptée au maintien de l’ordre et comporte de nombreux points de prise pour un adversaire (vareuse boutonnée avec revers, chemise et cravate, ceinturon avec baudrier). Ses seuls équipements de protection sont un casque lourd (porté sur un casque léger) ainsi qu’une paire de lunettes et un masque à gaz. Il est doté d'un pistolet, d'un fusil MAS 36  ou, pour les gradés d'un pistolet mitrailleur MAT 49 (les escadrons sont également dotés de fusils mitrailleurs mais ces armements ne sont bien évidemment pas utilisés au maintien de l’ordre).
Après mai 68 apparaîtront progressivement des casques comportant une visière de protection et une protection de nuque, des bâtons de défense (selon le vocabulaire de la Gendarmerie, qui n’emploie pas le terme de matraque), des boucliers ainsi qu’une tenue adaptée au maintien de l’ordre (la tenue 4S). Les équipements spécialisés pour le lancement de grenades apparaissent puis se perfectionnent. Le gendarme mobile des années 2000 est équipé de toute une panoplie de protections corporelles (jambières, cuirasse etc.) qui font qu’on lui donne parfois le surnom de « Robocop ».
Les équipements armements utilisés pour le maintien de l'ordre ont connu de nombreuses évolutions au cours du XXIe siècle. Cela inclut l'utilisation de moyens vidéo et d'obstacles mobiles mais également celle des armes à feu. Ainsi, l'utilisation des grenades offensives a été interdite par décision du ministre de l'intérieur Bernard Cazeneuve le 13 novembre 2014 à la suite du décès d'un manifestant lors de manifestations violentes contre la construction d'un barrage à Sivens (Tarn). De même la grenade GLI F4 qui contenait de l'explosif n'est plus utilisée. Enfin la gendarmerie mobile, comme l'ensemble des forces de l'ordre, met en œuvre des armes de force intermédiaire (AFI) et notamment des lanceurs de balle de défense (LBD) mais leur utilisation - très encadrée dans la gendarmerie mobile (et les CRS) ne semble pas avoir occasionné, notamment lors des épisodes de manifestations violentes associés au mouvement des gilets jaunes entre 2018 et 2020, le genre de blessures graves et de mutilations que leur emploi -  beaucoup moins contrôlé - par les forces de police non spécialisées.

#### Véhicules
Jusqu’à la fin des années 1950, les escadrons utilisent des véhicules militaires pour leurs déplacements. Ils sont ensuite dotés de fourgons-cars dérivés de modèles d’autocars commerciaux et que la gendarmerie mobile utilisera jusqu’au début des années 2000 à hauteur d’un fourgon-car par peloton. L’équipement comprendra successivement des cars Berliet PLB 6, PHN8, Rallye, PR2 Cruisair, Renault PR10 S puis Lohr L96. À partir de 2005, les fourgons-cars sont remplacés par des véhicules de transport de groupe Irisbus (deux par peloton), d’abord pour le seul peloton d’intervention puis pour tous les pelotons. Lors des missions outre-mer, les gendarmes mobiles utilisent des véhicules de groupe tous chemins de type Renault B110 4x4 ou des fourgons Irisbus.
Les escadrons sont également dotés de véhicules PC radio : 404 break radio, Dodge Command car, puis Saviem TP3 4x4, puis Renault B90 ou B110. Depuis 2021, les B110 commencent à être remplacés par des véhicules Iveco dérivés de l'Irisbus.
Pendant toute la période de l'après-guerre jusqu’au début des années 2000, les escadrons disposent d’une double dotation en véhicules : véhicules bleu gendarmerie et véhicules kaki pour les missions militaires et le maintien de l’ordre en milieu rural. Dans certains escadrons dits « mixtes » l'un des trois pelotons de marche est équipé de blindés : chars chars M24 ou automitrailleuses AMM8 puis blindés légers Panhard AML 60/90, M3 Scout Cars, half-tracks  ou, à partir de 1974, véhicules blindés VBRG, les deux autres pelotons étant portés sur camionnette tactique (notamment type Renault 2087 4x4 « Sauterelle » puis Saviem TP3 et Renault TRM 2000)  mais tous ces équipements ont été progressivement retirés ou – pour les VBRG - transférés au groupement blindé de Satory. Des rames de camionnettes tactiques sont toutefois conservées à l'échelon de chaque région de Gendarmerie.
Le parc de véhicules utilitaires et logistiques (véhicules dits d'allègement) a également évolué, le transport des équipements nécessaires à la mobilité des escadrons, longtemps effectué par des véhicules militaires kaki (GMC, Simca Cargo et Citroën U55 puis Renault JP11), est maintenant dévolu à des camions de transport de type Renault Premium.
Les escadrons du groupement blindé de Satory ont été successivement équipés de chars (M4 Sherman puis AMX-13) et de véhicules blindés (AMX-13 VTT et AML 60/90)  puis, après le retrait de ces équipements, de blindés avec canon de 90 mm de type VBC 90 mais tous ces véhicules ont été réformés (les derniers étant les VBC 90 au début des années 2000) et les escadrons du groupement sont maintenant tous équipés de véhicules blindés à roue de la Gendarmerie (VBRG). Ces véhicules ont été acquis à la lumière des événements de mai 68, au cours desquels l'utilisation de bulldozers pour détruire les barricades a été concluante,. Leur mission principale n'est plus le combat mais le maintien de l'ordre. Initialement déployés à Satory mais également en province au sein d'escadrons dits « mixtes » qui étaient dotés d'un peloton VBRG jusqu'au début des années 2000 les engins métropolitains ne sont plus affectés qu'à Satory et à Saint Astier. D'autres blindés sont déployés en permanence en Corse et outre-mer.
Les VBRG ont été régulièrement déployés pour des opérations de maintien de l'ordre en métropole (Corse comprise) et Outre-mer :
- En Corse, événements d'Aléria et émeutes à Bastia en 1975. Émeutes de 1980 à Ajaccio ;
- Manifestations sur les sites des projets des centrales nucléaires de Plogoff (1980) et Chooz (1982)[45].
- Événements en Nouvelle-Calédonie entre 1984 et 1988;
- Déblocage des autoroutes lors du mouvement de conducteurs routiers de protestation contre le permis à points en 1992;
- Déblocage du port d'Ajaccio en 2005[46] ;
- Maintien de l'ordre à Mayotte en 2016;
- opérations de démantèlement de la ZAD de Notre-Dame-des-Landes en 2018[47] ;
- affrontements à Saint-Louis[48] puis à Paris[49], Marseille et Bordeaux lors du mouvement des Gilets jaunes en 2018 et 2019
- Maintien de l'ordre en Nouvelle-Calédonie, régulièrement au moins depuis 2016, principalement pour la destruction de barricades, notamment autour de la tribu Saint-Louis.

La Gendarmerie les a également déployés en opérations extérieures, notamment au Kosovo (6 véhicules déployés de 2004 à 2014) et en Côte d'Ivoire (6 véhicules également, de 2005 à 2011). Ils ont aussi servi lors d'événements climatiques (neige) où leur capacité tout terrain est utile pour remorquer d'autres véhicules.
La Gendarmerie a également acquis auprès de l’armée de terre 18 Véhicules de l’Avant Blindé (VAB). Initialement utilisés en Afghanistan, ces véhicules ont été par la suite redéployés à Satory et en Nouvelle-Calédonie.
Le remplacement de ces engins blindés, reporté à de nombreuses reprises a été relancé par un appel à la concurrence paru le 19 décembre 2020, puis attribué le 27 octobre 2021 à la société Soframe, filiale du groupe industriel français Lohr. Le matériel retenu est basé sur une déclinaison du véhicule d'infanterie ARIVE (ARmoured Infantry VEhicle). Un premier exemplaire a été livré début 2022 au GBGM, tandis que 90 engins doivent être livrés d'ici 2025.
Le véhicule a été baptisé Centaure, ou véhicule d'intervention polyvalent de la gendarmerie.

Anciens matériels de la gendarmerie mobile
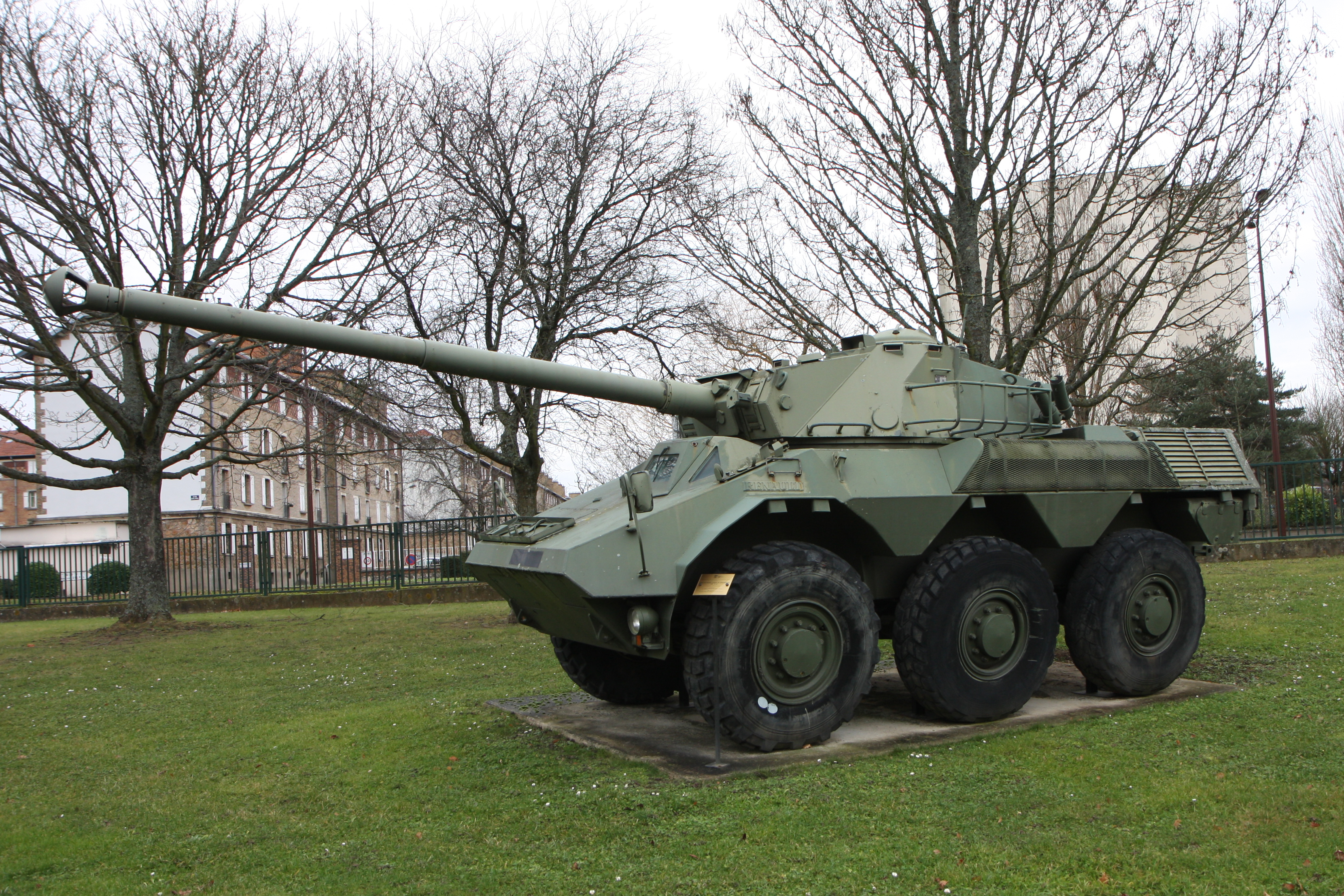
VBC-90, retiré du service en 2004
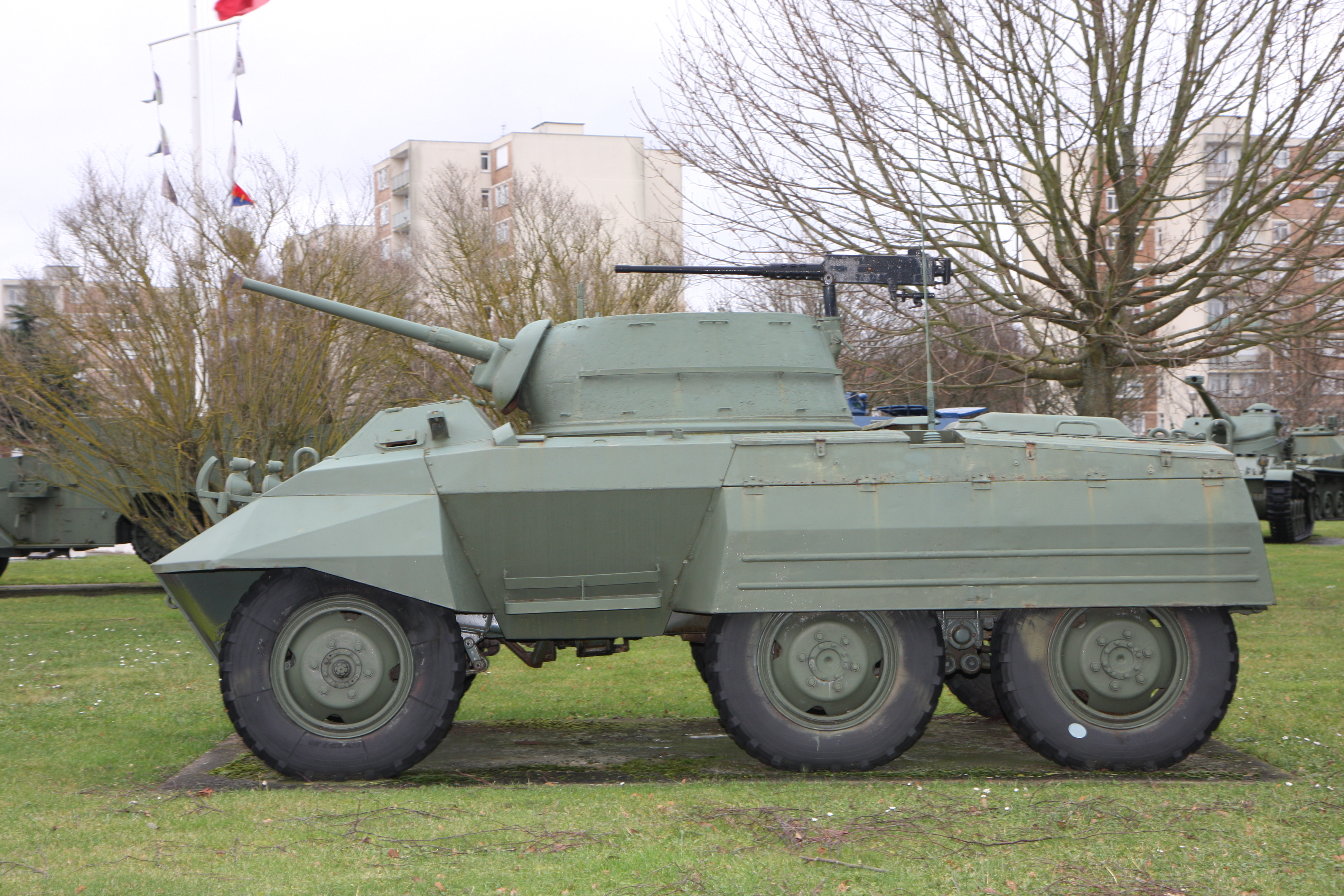
Automitrailleuse AMM8
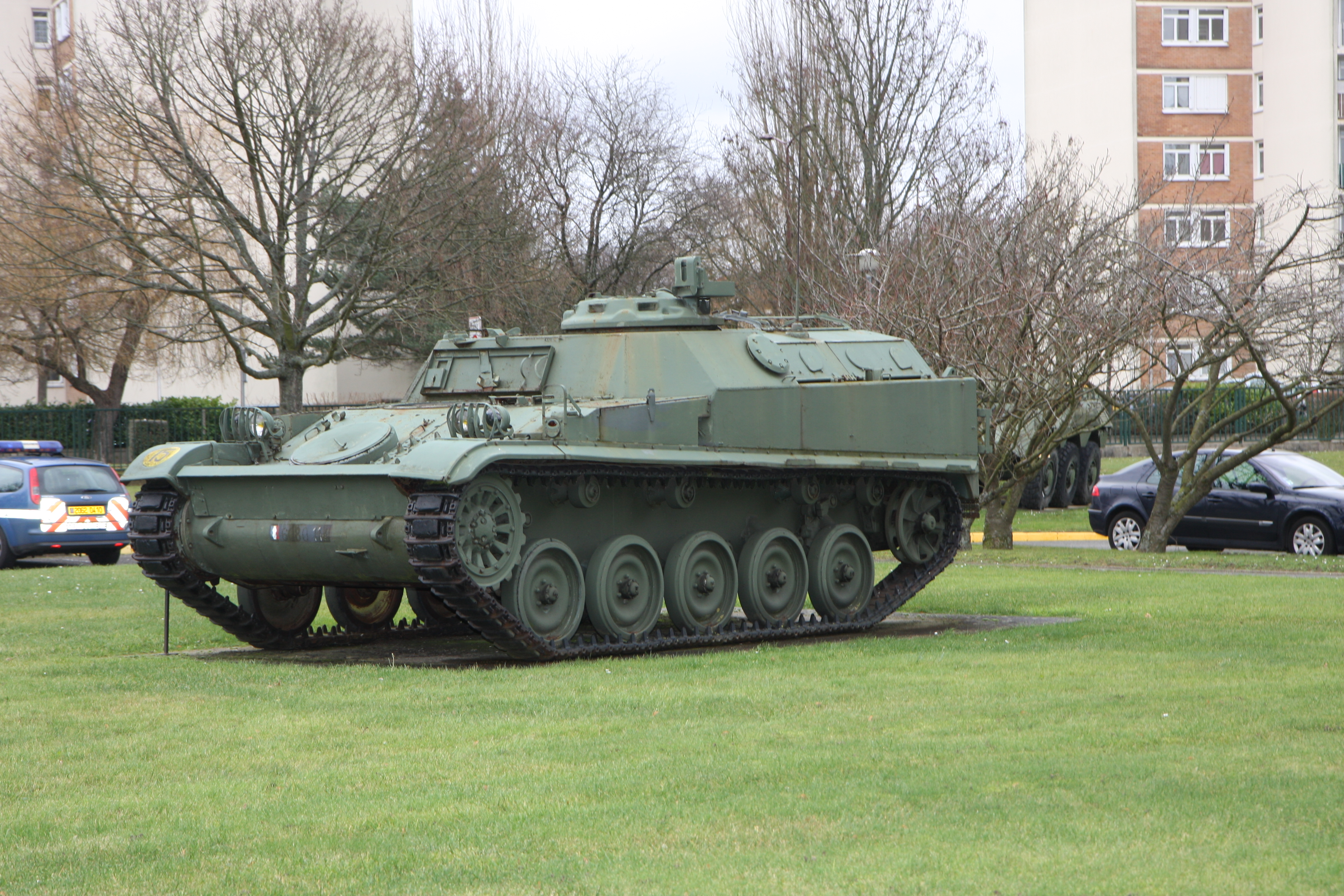
AMX-13 VTT
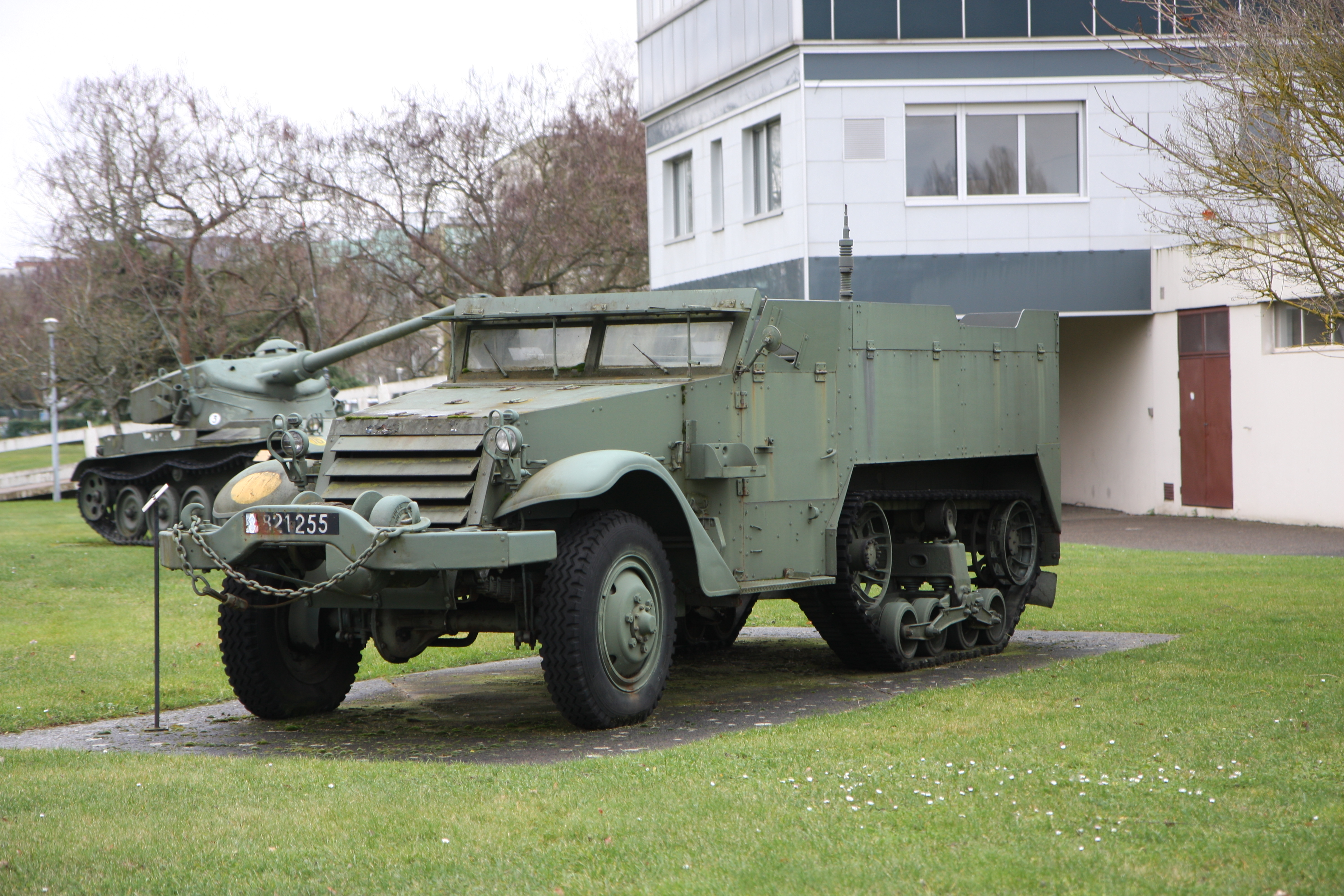
Half-Track
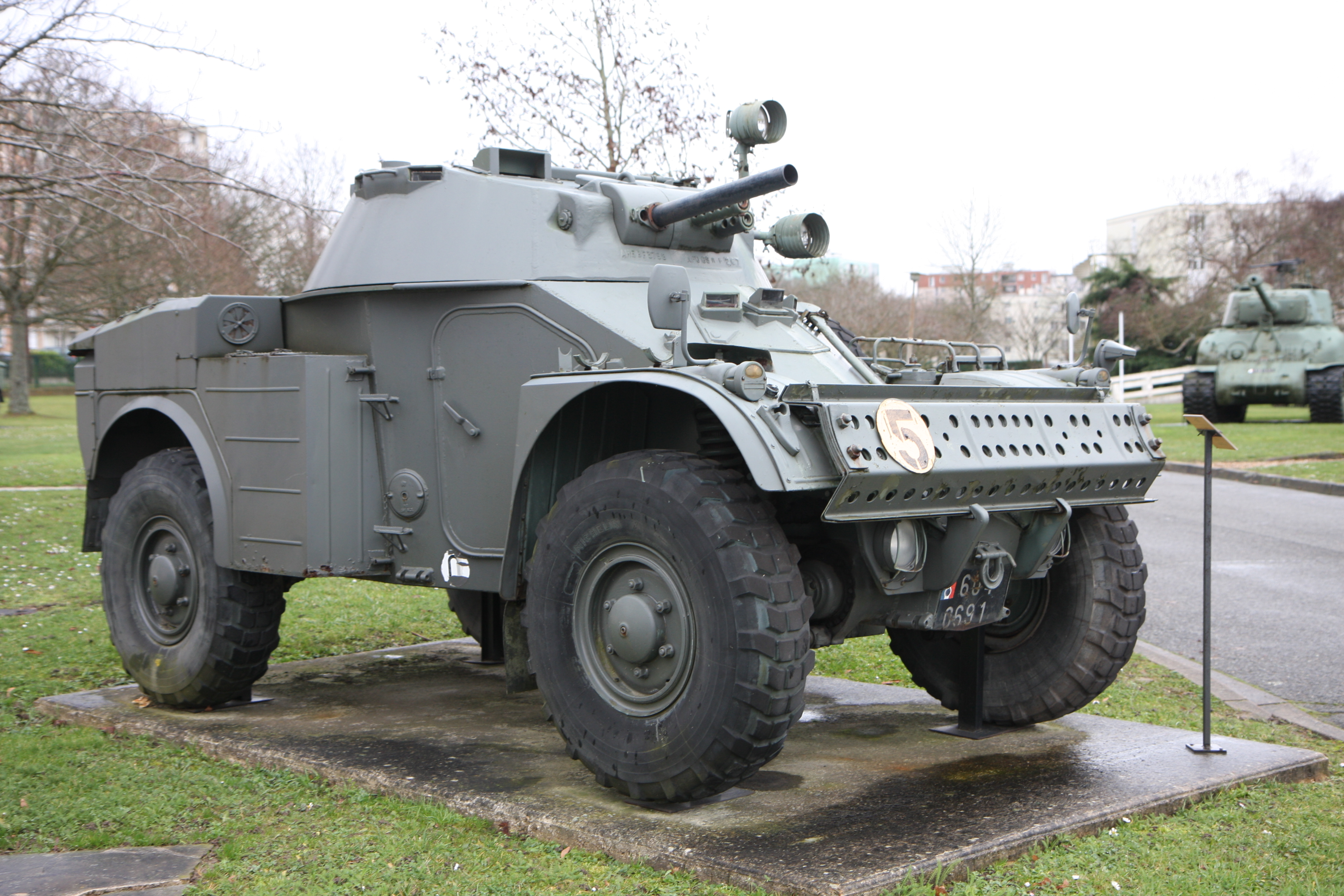
AML-60
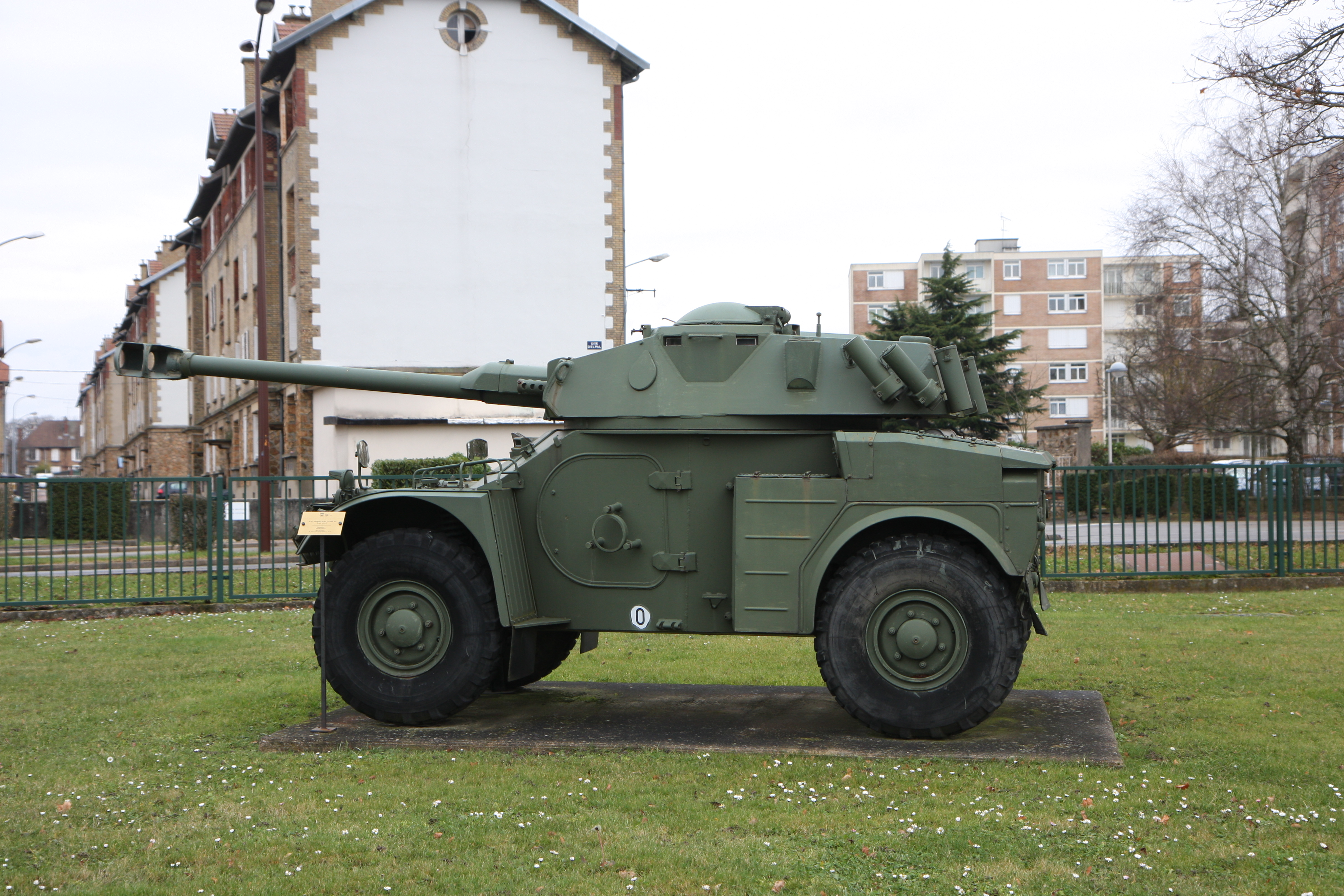
AML-90
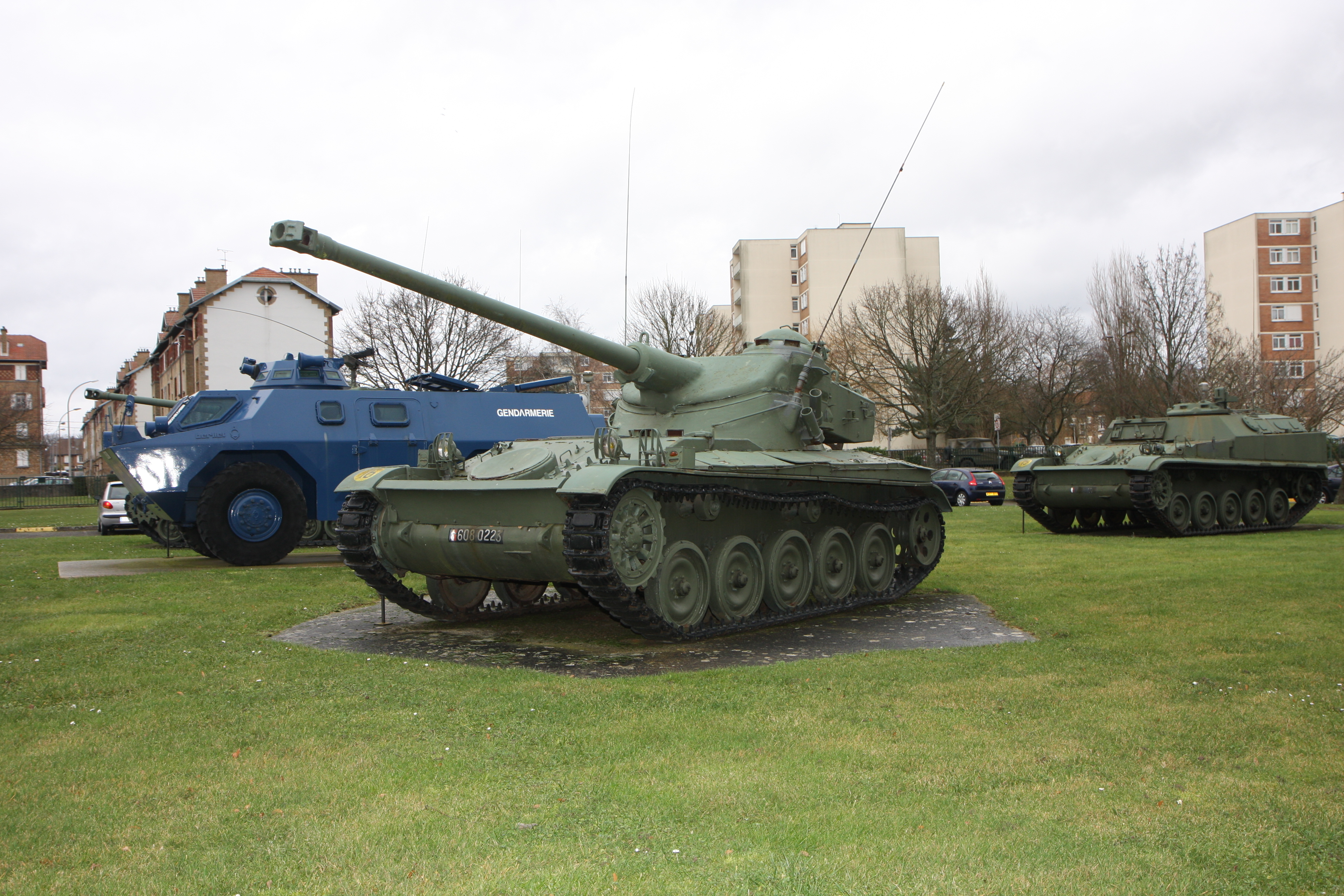
Char et VTT AMX-13 devant un VBRG